# Strimsporigt stålskinn
Strimsporigt stålskinn (Xenasma pulverulentum) är en svampart som först beskrevs av Viktor Litschauer, och fick sitt nu gällande namn av Donk 1957. Enligt Catalogue of Life ingår Strimsporigt stålskinn i släktet Xenasma,  och familjen Xenasmataceae, men enligt Dyntaxa är tillhörigheten istället släktet Xenasma,  och klassen Agaricomycetes. Arten är reproducerande i Sverige. Inga underarter finns listade i Catalogue of Life.